# Хенри, портрет серијског убице
Хенри, портрет серијског убице (енгл. Henry: Portrait of a Serial Killer) амерички је психолошки хорор филм из 1986. године, редитеља, сценаристе и продуцента Џона Макнотона, са Мајклом Рукером у насловној улози. Поред њега, у главним улогама су Том Таулс и Трејси Арнолд. Радња је базирана на истинитим догађијма и убиствима која су починили Хенри Ли Лукас и Отис Тул.
Филм је снимљен током 1985, али је било потребно времена да се пронађе компанија која ће га дистрибуирати. Премијерно је приказан 24. септембра 1986, на Међународном филмском фестивалу у Чикагу. Након тога, филм је приказан на још неколико фестивала на којима је добио 8 награда од укупно 17 номинација.
Реакције на филм биле су веома помешане, а на сајту Ротен томејтоуз је тренутно оцењен са 89%. Данас се сматра култним класиком, а веома често се нађе и на листи 100 најбољих хорор филмова свих времена.

## Радња
Хенри је скитница и психопата који убија људе док путује по Америци. Саучесник у злочинима му је Отис, цимер и пријатељ из затвора. У стану им се придружује Отисова сестра, Беки, коју касније он почиње да злоставља. Отис јој открива да је Хенри био у затвору јер је убио своју мајку...

## Улоге
| Глумац        | Улога          |
| ------------- | -------------- |
| Мајкл Рукер   | Хенри Ли Лукас |
| Том Таулс     | Отис Тул       |
| Трејси Арнолд | Беки           |
| Дејвид Кац    | Хенријев шеф   |
| Ерик Јанг     | полицајац      |
| Курт Нејбиг   | средњошколац   |
| Ержебет Шики  | стоперка       |